# A Very Merry Unauthorized Children's Scientology Pageant

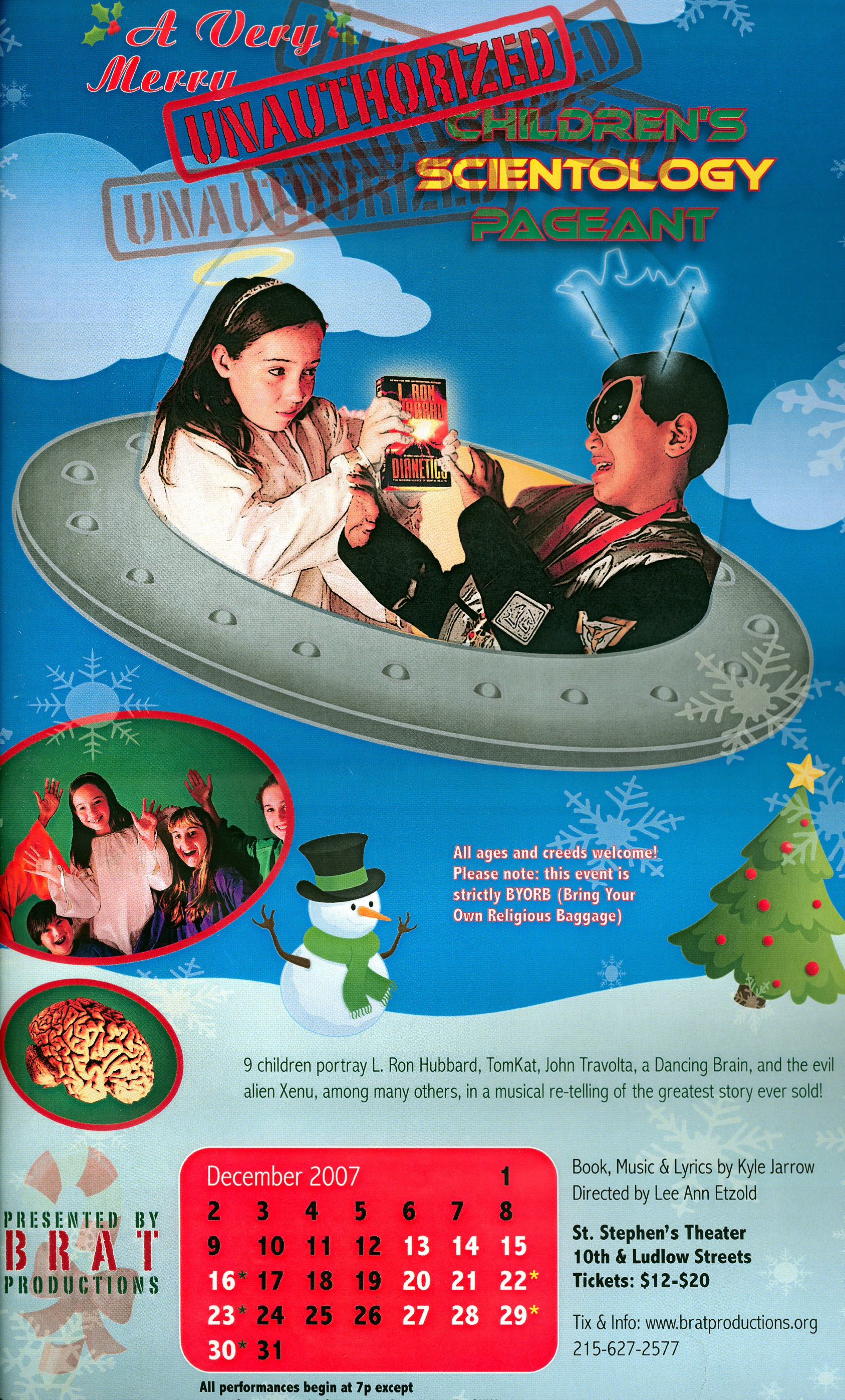
Promo de l'affiche de 2007.

 (janvier 2025).
Si vous disposez d'ouvrages ou d'articles de référence ou si vous connaissez des sites web de qualité traitant du thème abordé ici, merci de compléter l'article en donnant les références utiles à sa vérifiabilité et en les liant à la section « Notes et références ».
En pratique : Quelles sources sont attendues ? Comment ajouter mes sources ?
A Very Merry Unauthorized Children's Scientology Pageant (« une très joyeuse reconstitution non autorisée de la scientologie pour les enfants » en français) est une comédie musicale satirique américaine sur la Scientologie, écrite par Kyle Jarrow d'après un concept d'Alex Timbers. La pièce se déroule en un seul acte et met en musique les écrits de L. Ron Hubbard et de la littérature scientologue en racontant la vie de Ron Hubbard tandis qu'il développe la dianétique puis la Scientologie, abordant des thèmes comme l'E-meter, le thétan ou Xenu. Le spectacle est joué pour la première fois en 2003 par la troupe Les Freres Corbusier, à New York en tant que production Off-Broadway et Off-Off-Broadway. Des représentations ont ensuite eu lieu dans d'autres villes comme Los Angeles, Boston, Atlanta, Philadelphie et Washington.

## Réactions de la scientologie
Dès le début des représentations, le président de l'Église de Scientologie de New York envoie une lettre au producteur le menaçant de poursuites. Cela conduit Jarrow et Timbers à rajouter le mot Unauthorized dans le titre, sur les conseils de leur directeur juridique. Au cours de la représentation à Los Angeles, des représentants de l'Église de Scientologie rendent visite à la troupe en pleine répétition pour remettre une documentation sur les procès gagnés de la Scientologie. Les familles de plusieurs comédiens de la troupe de Los Angeles reçoivent également des appels de scientologues issus de l'industrie du spectacle leur demandant de ne pas autoriser leurs enfants à jouer dans la pièce.

## Accueil critique
La comédie musicale est bien accueillie par les critiques, avec des avis favorables dans The New York Times, The Village Voice, The Los Angeles Times, The Guardian, Variety et The Boston Globe. La représentation à New York en 2003 reçoit un Obie Award et Alex Timbers reçoit un Garland Award pour celle à Los Angeles en 2004.